# پروتکل مسیریابی بردار فاصله

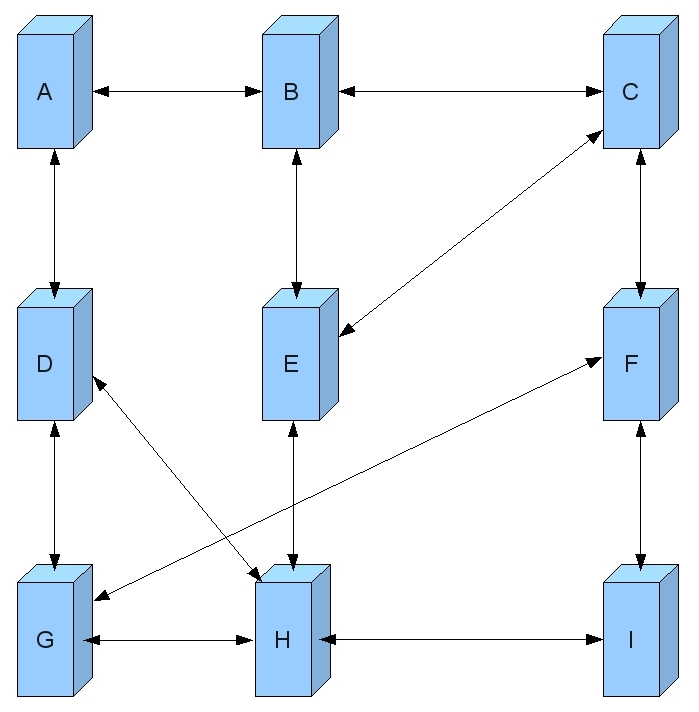
تصویری از پروتکل مسیریابی بردار فاصله

مسیریابی بردار فاصله یا مسیر-جهت (به انگلیسی: Distance-vector) یکی از دو ماهیتِ عمدهٔ پروتکل‌های مورد استفاده در مباحث مربوط به شبکه‌های کامپیوتری و مسیریاب‌ها است. در این نوع از پروتکل‌ها، مسیریاب‌ها جز در مورد روترهای متصل به خود، از ماهیت روترهای دیگر و نوع پیوند آنها اطلاعی نداشته و فقط بسته را به روتری که ادعای انتشار شبکهٔ مقصد را دارد تحویل می‌دهند. پروتکل‌های بردار-فاصله برای محاسبهٔ مسیر مورد نظر از یکی از الگوریتم‌های بلمن–فورد، فورد–فالکرسون یا انتشار به روز استفاده می‌کنند که الگوریتم انتشار به روز یا DUAL در پروتکل EIGRP شرکت سیسکو سیستمز استفاده می‌شود.
در نوع بردار-فاصله، روترها از نقشهٔ کل شبکه اطلاعی ندارند پس تمامی مسیر را تا مقصد نهایی نمی‌شناسند. اما دو مورد را از طریق روترهای «همسایه» متوجه می‌شوند:
1. جهت ارسال بسته (از طریق پیوند موجود با روتر همسایه)
2. فاصله روتر تا مقصد

دلیل خواندن این نوع پروتکل با نام «بردار-فاصله» یا «مسیر-جهت» نیز همین موضوع است.
روترها در این حالت اطلاعات مربوط به شبکه‌های متصل به خود را فقط به روترهای مجاور اعلام می‌کنند و آنها نیز به روترهای مجاور خود؛ برخلاف پروتکل حالت پیوند که در آن تغییرات شبکه به طور متناوب به اطلاع کل اعضای یک منطقه می‌رسد.

## مطالعه بیشتر
- Distance Vector and Link-State Routing Protocols
- پرزنتیشن در مورد روتینگ در قالب پی‌دی‌اف